# Драгичински рејон
Драгичински рејон (блр. Драгічынскі раён; рус. Дрогичинский район) административна је јединица другог нивоа у јужном делу Брестске области и Републике Белорусије.
Административни центар рејона је град Драгичин.

## Географија
Драгичински рејон обухвата територију површине 1.855,06 км² и на 8. је месту по површини међу рејонима Брестске области. На југу се граничи са Украјином, на истоку је Иванавски, на северу Бјарозавски, а на западу Кобрински рејон. Од севера ка југу протеже се дужином од 41 км, односно 51 км у правцу запад-исток.
Преко јужног дела рејона прелази пловни каналски пут Дњепар-Буг, а најважнији водотоци су реке Јасељда и Њаслуха.

## Историја
Драгичински рејон је основан 15. јануара 1940. као део тадашње Пинске области. У саставу Брестске области је 1954. године.

## Демографија
Према резултатима пописа из 2009. на том подручју стално је било насељено 42.948 становника или у просеку 23,15 ст/км².
| 1959.  | 1970.  | 1979.  | 1989.  | 1999.  | 2009.  |
| ------ | ------ | ------ | ------ | ------ | ------ |
| 66.843 | 65.488 | 59.769 | 53.461 | 51.107 | 42.948 |

Основу популације чине Белоруси (95,12%), Руси (2,13%), Украјинци (2,07%) и остали (0,68%).
Административно рејон је подељен на подручје града Драгичина који је уједно и административни центар рејона, на варошицу Антопаљ и на још 14 сеоских општина.

## Саобраћај
Преко централног дела рејона пролази важна железничка линија Брест—Гомељ. Најважнији друмски правци који пролазе преко рејона су М10 (Русија—Гомељ—Кобрин), Р84 (Бјароза—Драгичин) и Р136 (Војтешин—Хомск—Драгичин).